# Nouvelle synagogue de Częstochowa (1909-1939)

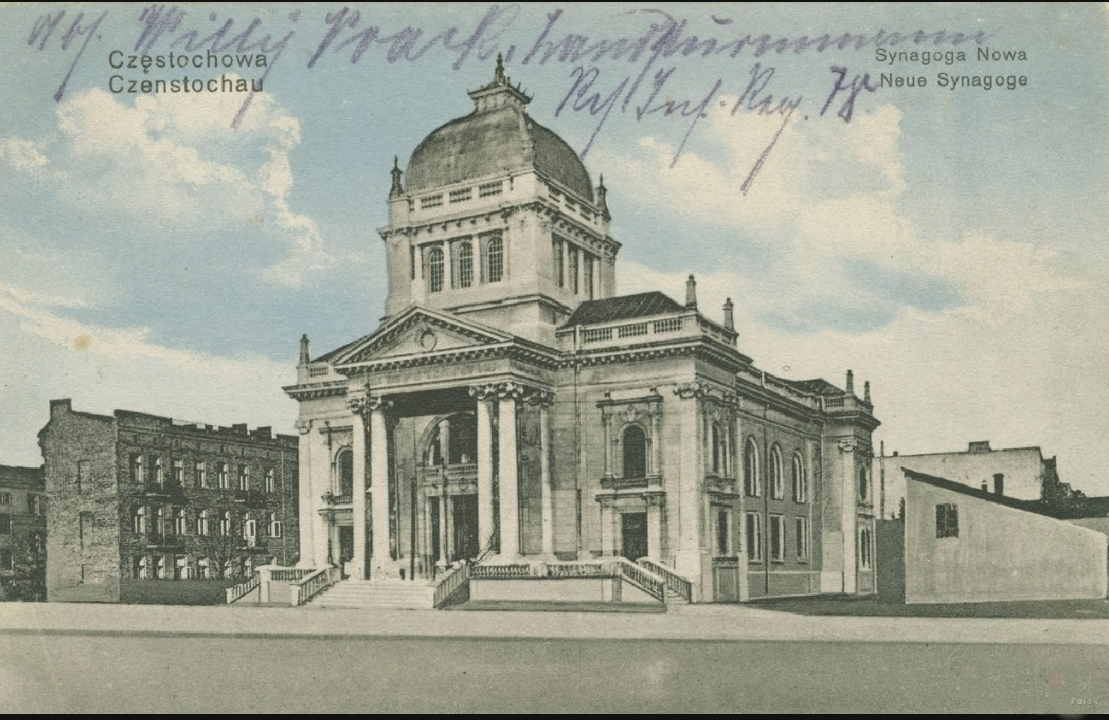
La nouvelle synagogue de Częstochowa

La nouvelle synagogue de Częstochowa, également appelée Deutscher Schule (synagogue allemande), située à l'angle des rues Spadek et Aleksandryjska (à partir de 1919, dénommée rue Prawe Wały, et à partir de 1926 rue Wilson) à Częstochowa en Pologne, a été inaugurée en 1909, incendiée par les Allemands en 1939 et rasée en 1955.
C’est avant la Seconde Guerre mondiale la plus grande synagogue de Częstochowa et l'un des bâtiments les plus distinctifs de la ville sur le plan architectural.

## Histoire de la synagogue

### Contexte historique
La Haskala, ou mouvement des Lumières juif est un courant originaire d’Allemagne au milieu du XVIIIe siècle. Inspiré de la culture occidentale, ses partisans d’un judaïsme réformé, les maskilim, utilisent l’hébreu à la place du yiddish, encouragent les études séculières et sont en grande partie à la base du mouvement sioniste.
Les Juifs qui arrivent d’Allemagne à la fin du XVIIIe siècle et au début du XIXe siècle et qui s’installent à Częstochowa et dans les environs, sont les fondateurs de la communauté juive (Kehilla). Ils apportent avec eux l’esprit de la ‘’Haskala’’. À la fin du XIXe siècle, les Juifs les plus importants de Częstochowa quittent le quartier traditionnel juif et s’installent en centre-ville, autour de l’avenue Najświętszej Marii Panny.

### Construction de la synagogue
L'idée de construire une synagogue nait dans les années 1890 parmi les Juifs réformés qui s'efforcent de s'assimiler à la nation et à la culture polonaises. Un comité dirigé par Henryk Markusfeld et Henich Tempel et d'autres représentants fortunés de la communauté juive de Częstochowa est élu pour gérer les travaux de construction. Ceux-ci commencent en 1899, mais ne s’achèvent qu’en 1909. La synagogue est conçue dans le style néo-classique par Gustaw Landau-Guttenteger, l'un des architectes les plus remarquables de Łódź au tournant des XIXe et XXe siècles, auteur de plusieurs dizaines de projets, principalement dans la région de Łódź, dont la synagogue de la rue Wólczańska à Łódź.

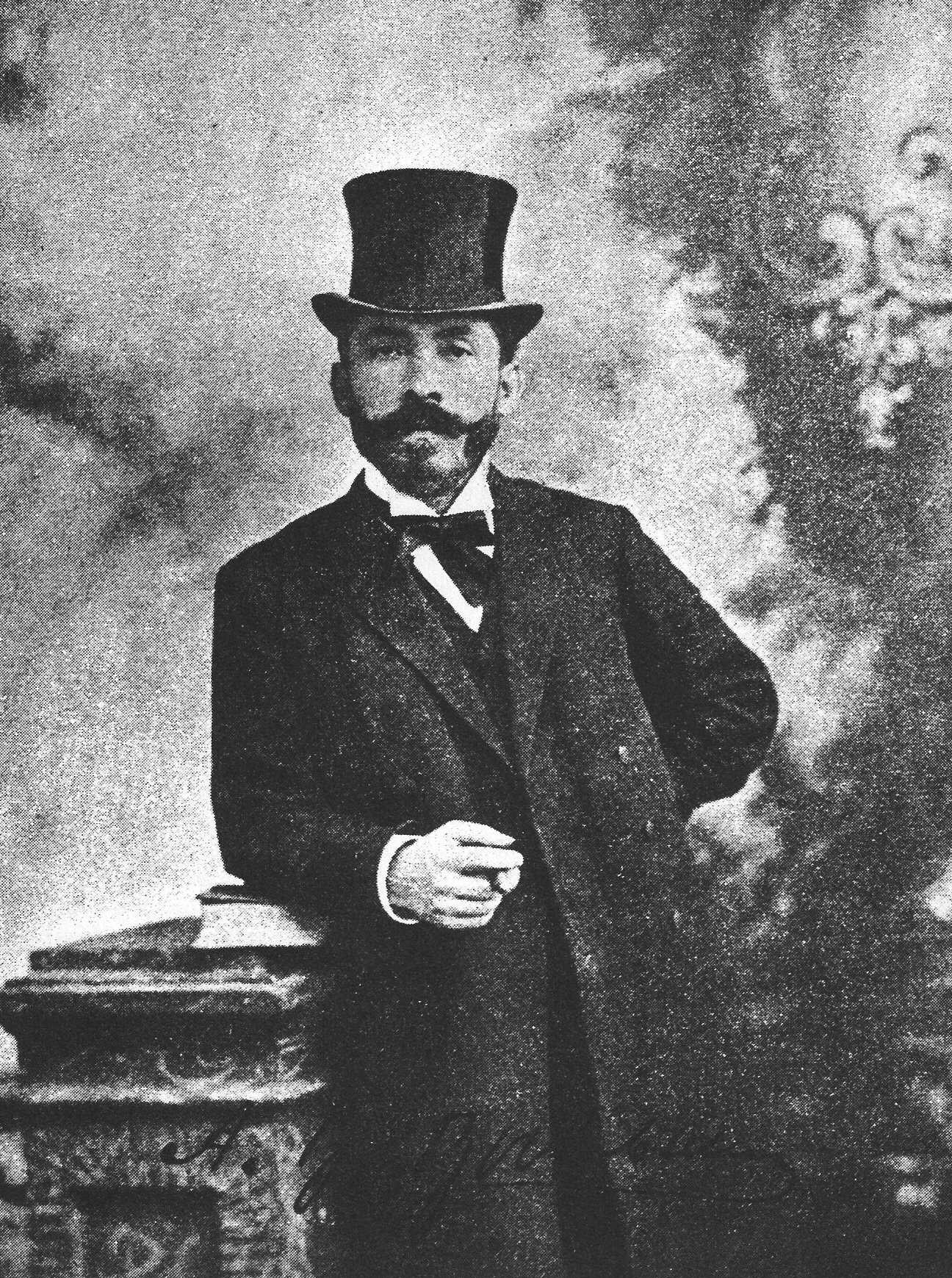
Abraham Ber Birnbaum - Hazzan

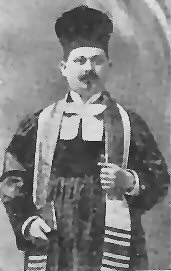
Abram Fiszel – Hazzan

La synagogue de Częstochowa est la propriété privée d'un groupe de Juifs locaux, riches et aux vues progressistes. Elle représente le type de synagogues réformées construites à la fin du XIXe siècle ou au début du XXe siècle en Pologne, calquées sur le modèle des synagogues allemandes, comme la Grande Synagogue de la rue Tłomackie à Varsovie ou la Grande Synagogue de Łódź. C'est pourquoi elle n'est pas utilisée par les Juifs traditionalistes ou les hassidim. Le bâtiment est trop grand et extrêmement coûteux à entretenir, ce qui entraîne de graves problèmes financiers constants. Elle ne sera jamais totalement achevée, par exemple, la polychromie prévue à l'intérieur n'a jamais été réalisée
Quelques années avant la Seconde Guerre mondiale, pour des raisons financières et grâce à la grande générosité de la communauté juive, la synagogue, qui était restée une propriété privée, devient par un acte juridique, la propriété de la communauté juive.
Immédiatement après la construction de la synagogue, une école de hazzanim ou cantors est créée à côté de celle-ci, dont les diplômés sont connus dans toute l'Europe. Au départ, Abraham Ber Birnbaum, fondateur de l'école de cantors remplit les fonctions de hazzan et de prédicateur. En 1914, il est remplacé par le cantor Abram Fiszel qui sera assassiné en 1942 par les nazis après une course poursuite épuisante dans les rues de Częstochowa. À partir de 1929, le prédicateur est le Dr Joachim Wilhelm Hirschberg, qui ouvre le 17 janvier 1937 un institut judaïque rattaché à la synagogue, mais ayant le caractère d'une université populaire. Fondée probablement par A. B. Birnbaum, la synagogue possède une vaste bibliothèque dont la collection la plus précieuse est constituée de manuscrits musicaux.

### Architecture
Le bâtiment de la synagogue en brique est construit sur un plan grossièrement rectangulaire, dans le style néo-classique. La façade est décorée d'un portique à quatre colonnes, surmonté d'un fronton triangulaire. Au-dessus du fronton, sont visible les Tables de la Loi. Sur l’entablement au-dessus des colonnes se trouve une inscription en hébreu : « Ouvrez les portes, pour qu’entre un peuple juste, gardien de la foi ». Directement au-dessus du vestibule, un fort tambour carré, percé de chaque côté de trois fenêtres, sert de base à un dôme à quatre pans, surmonté d’un petit lanterneau sur lequel est fixée une étoile de David. 

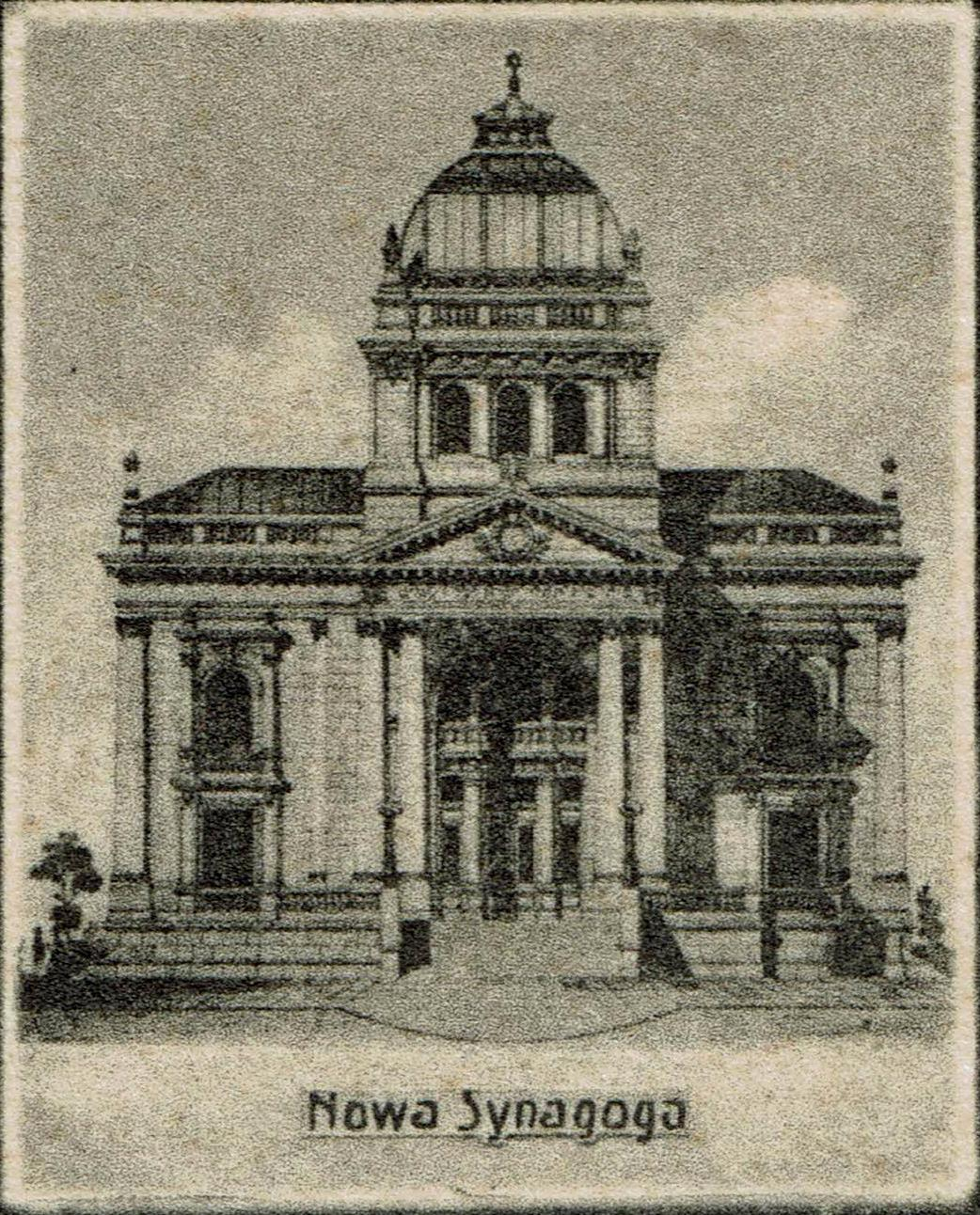
Façade sz la synagogue
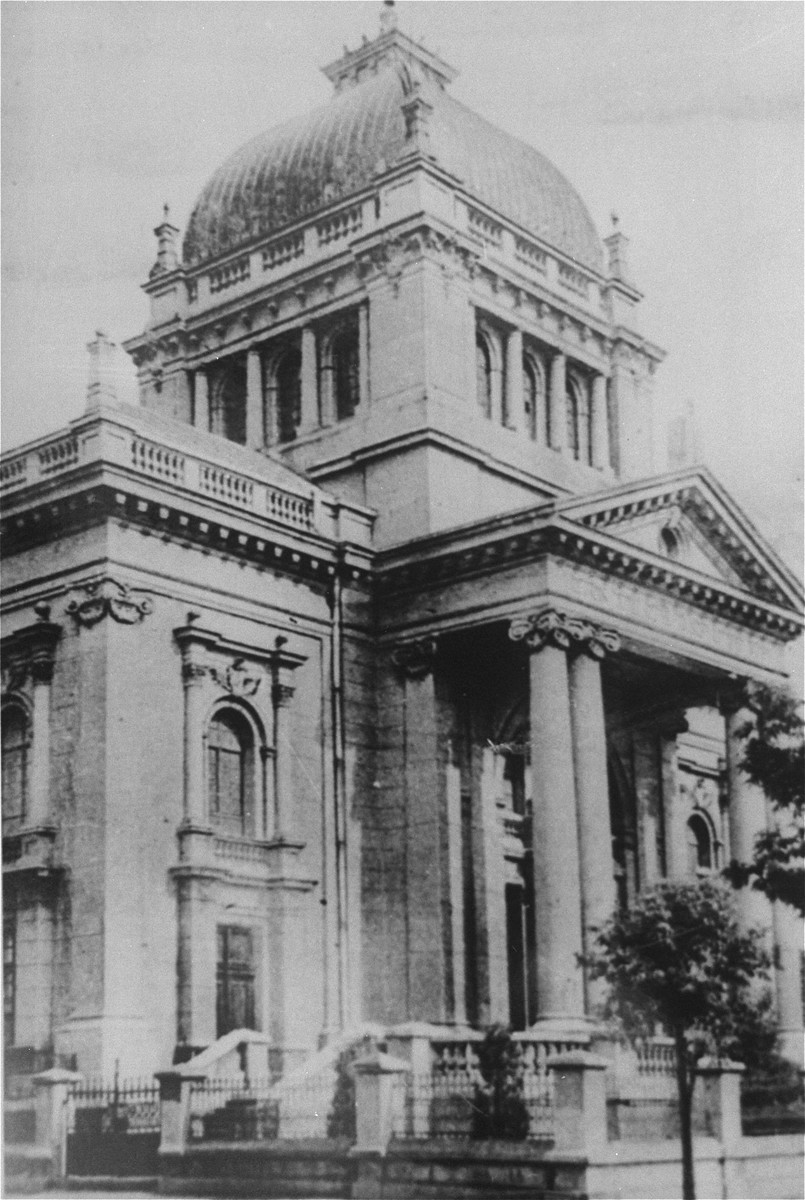
Détail de la façade
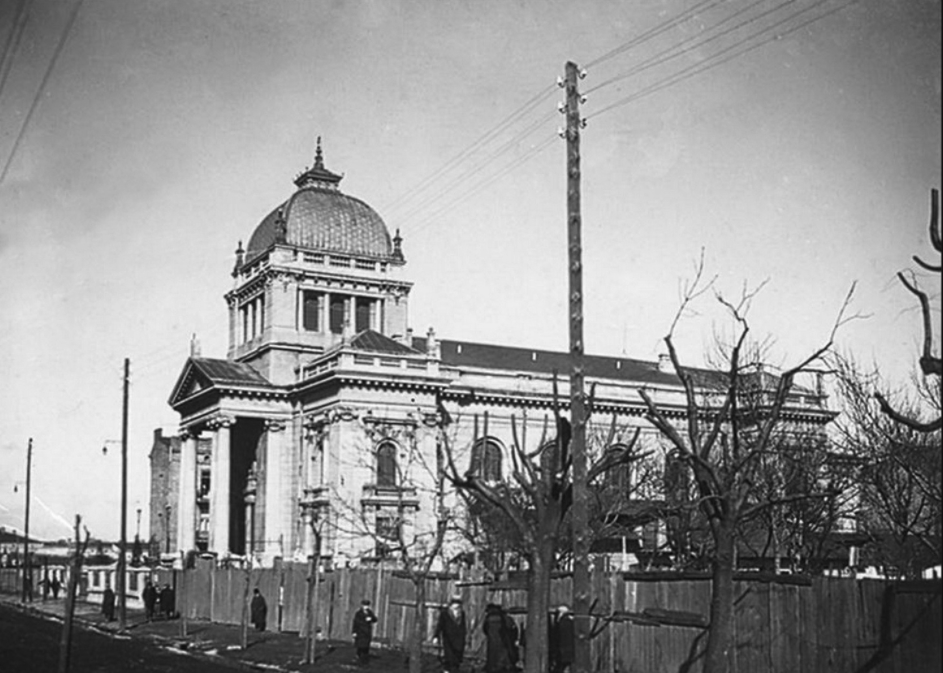
Vue latérale de la synagogue
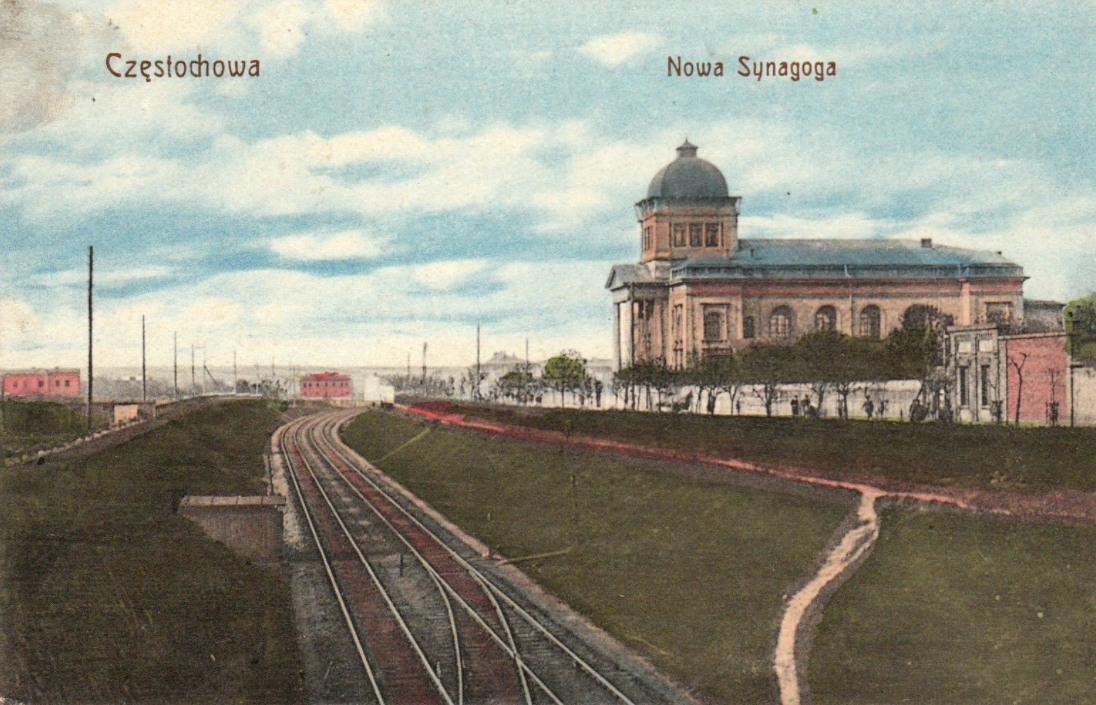
Vue sur la synagogue

### Destruction de la synagogue
Dès le début de la Seconde Guerre mondiale, en septembre 1939, la synagogue est pillée de tous ses objets de valeur, puis le 25 décembre 1939 est incendiée par les Allemands. La presse polonaise dite ‘’gadzin’’, collaboratrice avec l’occupant nazi, affirmera que l’incendie est le fait de jeunes polonais de Częstochowa frustrés.
Afin d’éviter la propagation du feu aux maisons voisines, les Allemands réquisitionnent les pompiers, en leur interdisant d’éteindre l’incendie de la synagogue. À minuit, l’imposante tour surmontée de l’étoile de David s’écroule et à trois heures du matin, le feu est quasiment éteint, ne laissant que des flammèches qui continuent à consumer le reste de la synagogue.

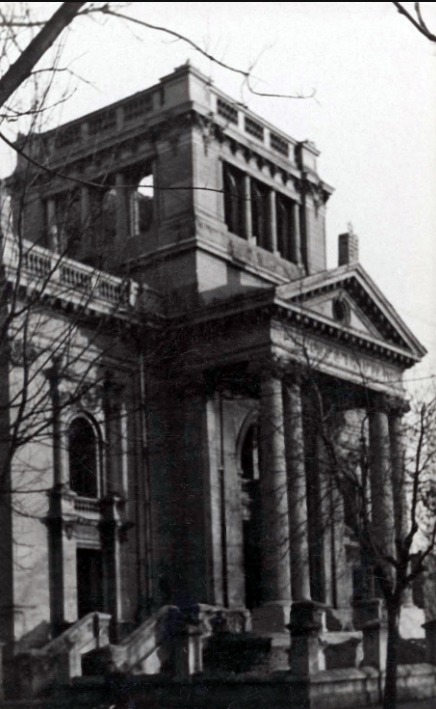
Façade de la synagogue sans son dôme
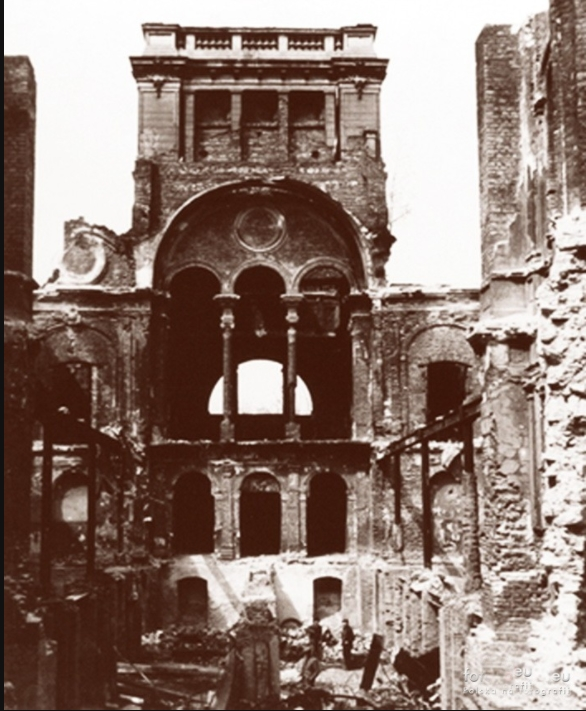
Intérieur de la syagogue
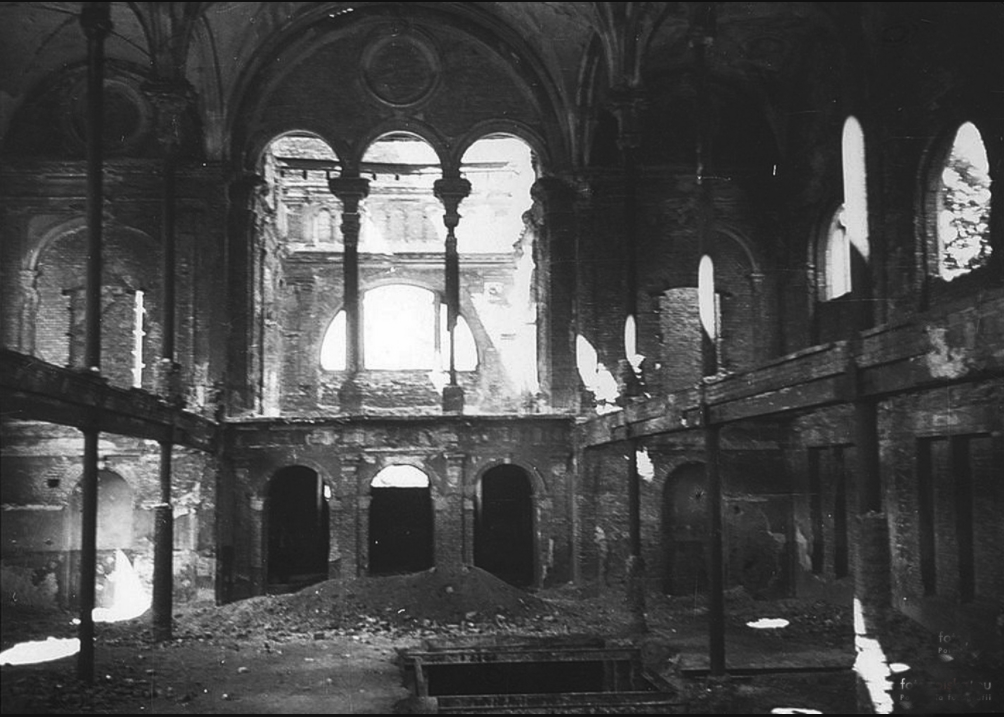
Intérieur de la synagogue
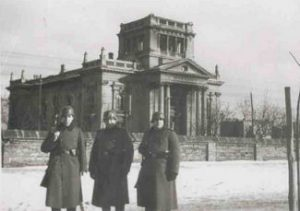
Soldats allemands devant la synagogue détruite

Pendant plusieurs années après la guerre, les quelques murs toujours debout de la synagogue vont se dégrader et se fissurer. Les enfants des maisons voisines aménagent pour eux-mêmes la salle de prière principale en terrain de football.
En 1954, l’orchestre philharmonique de Częstochowa s’adresse à la communauté juive lui proposant de reprendre le bâtiment en ruine de la synagogue, afin de le rénover pour l'utiliser comme salle philharmonique. Le 31 décembre 1954, la communauté juive transfère gratuitement les ruines de la synagogue à la municipalité de Częstochowa, en précisant toutefois que le bâtiment devraz être reconstruit dans le même style qu'avant son incendie. Malgré cet accord, la plupart des murs restés debout sont rasés, et un tout nouveau bâtiment de style moderniste est construit. Il abrite aujourd'hui l’orchestre philharmonique Bronisław Huberman de Czestochowa, qui porte le nom du célèbre violoniste polonais d’origine juive née à Czestochowa.
Une plaque commémorative avec un texte en quatre langues, polonais, anglais, hébreu et yiddish, située sur le mur de la philharmonie, rappelle la synagogue :  
« Sur ce site s'élevait la « Nouvelle Synagogue », qui fut incendiée par les barbares nazis le 25.12.1939. Cet acte a marqué le début de l'extermination des Juifs de Częstochowa. Sur les vestiges de la Nouvelle synagogue a été construit le bâtiment de la Philharmonie d'État. »
En octobre 2006, on découvre dans le sous-sol d'une maison de Częstochowa une partie du carrelage de la salle de prière principale de la synagogue. Les propriétaires de la maison ont acheté ces carreaux au milieu des années 1960, à un homme qui avait travaillé sur le chantiers de démolition de la synagogue.
En août 2007, lors de la rénovation et de la restructuration du sous-sol de la salle philharmonique pour en faire une salle de jazz, des vestiges du mur de soutènement de la synagogue ont été mis au jour